# Marcello Bartalini
Marcello Bartalini, född 12 mars 1962 i Empoli, är en italiensk tävlingscyklist som tog OS-guld i lagtempolopet vid olympiska sommarspelen 1984 i Los Angeles.